# يحيى البرمكي
يحيى بن خالد البرمكي (ت 190 هـ) كان كاتبَ هارون الرشيد قبل أن يليَ الخلافة، ثم أصبح وزيرَه بعد أن تولَّاها، وأصبح هو وأولادُه الفضل وجعفر من عِلية القوم في الخلافة الرشيدية.

## صفاته ونشأته
كان أشهرَ رجال عصره علمًا وأدبًا وفضلًا وجودًا ونبلًا. من رجال الدهر حزمًا ورأيًا وسياسة وعقلًا، حَذِقًا بالتصرُّف. وكان الرشيد يعُده أباه بعد المَهدي لشدَّة تعلًّقه به.
كان في الثانية عشرة من عمره حين قامت الدولة العباسية، فتربَّى في ظلِّها، وشَمِلَه الخليفة المنصور بعطفه فولَّاه أذربيجان عام 158هـ، واختاره المَهدي كاتبًا ونائبًا لابنه هارون، فخرج معه في الصائفة لغزو البيزنطيين.

## الكتابة والوزارة
لمَّا تولى الرشيد بلاد المغرب، ساعده يحيى على النهوض بأعبائها، وأخلص له الإخلاص كله. ولما أراد الهادي أن يخلعَ أخاه الرشيد من ولاية العهد، نصحه بالعدول عن ذلك، فعيَّنه الرشيد وزيرًا بعد تولِّيه خلافة الدولة، واستعان بأولاده الفضل وجعفر وموسى ومحمد.
نهض يحيى بأعباء الدولة أتم نهوض وسدَّ الثغور، وتدارك الخلل، وجبى الأموال، وعمَّر الأطراف، وأظهر رونق الخلافة، وتصدَّى لمهمَّات المملكة. وكان كاتبًا بليغًا

## من أقواله
قال يحيى بن خالد البَرْمَكِيُّ لولده: «اكتُبوا أحسنَ ما تسمَعُون، واحفظوا أحسنَ ما تكتُبون، وحدِّثوا بأحسنِ ما تحفَظُون، وخذوا من كلِّ شيءٍ طرفًا، فإنه مَن جهِلَ شيئًا عاداه».
قال الأصمعي:
رسالة كتبها إلى الرشيد يستجدي فيها عطفه ورحمته به وبأبنائه حين كانوا في السجن:
وقد حاول يحيى استعطاف الرشيد مجددًا، فأرسل رسالة من طريق ابنه الأمين، الذي أعطاها أمَّه زبيدة، وقد جاء فيها:
وقد أعطتها الرشيد وهو في موضع لذَّته، فقرأها الرشيد ووقّع في أسفلها:
ورمى بالرسالة إلى زبيدة، فلمَّا رأت توقيعه علمت أنه لا يرجع عنه.

## مما قيل فيه
قال الأصمعي عن شرك البرامكة:

## وفاته
توفي في سجن الرَّقَّة سنة 190هـ، وله من العمر 70 سنة.